# Barytheriidae
Barytheriidae (що означає «важкі звірі») — вимерла родина примітивних хоботних, яка жила в пізньому еоцені та на початку олігоцену в Північній Африці та Омані. Barytheriidae були першими великими хоботними, які з'явилися в літописі скам'янілостей і характеризувались сильним статевим диморфізмом.